# Passage du Ponceau
Le passage du Ponceau est une voie privée couverte du 2e arrondissement de Paris. 

## Situation et accès
Le passage est situé entre le 212 de la rue Saint-Denis et le 119 du boulevard de Sébastopol. 
Ce site est desservi par la station de métro Réaumur - Sébastopol.

## Origine du nom
Elle doit son nom à la proximité de la rue du Ponceau dont le nom lui vient d'un petit pont, un « ponceau » ou « poncel », qui existait sur un égout qui fut couvert en 1605, près de la rue Saint-Denis.

## Historique
Le passage, ouvert en 1826, a été raccourci en 1854 lors du percement du boulevard Sébastopol, perdant au passage la plupart de ses qualités architecturales et devenant un lieu destiné à abriter des entrepôts pour des marques de confection du Sentier. 

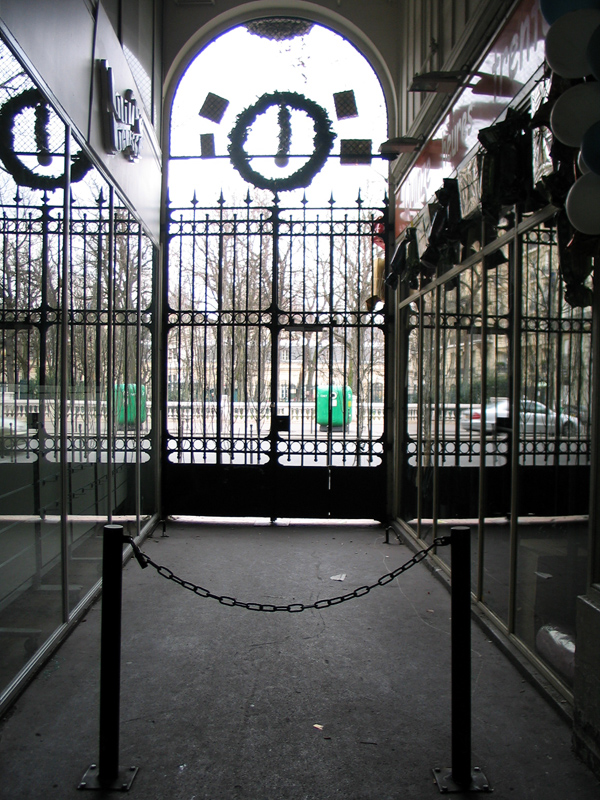
L'entrée.
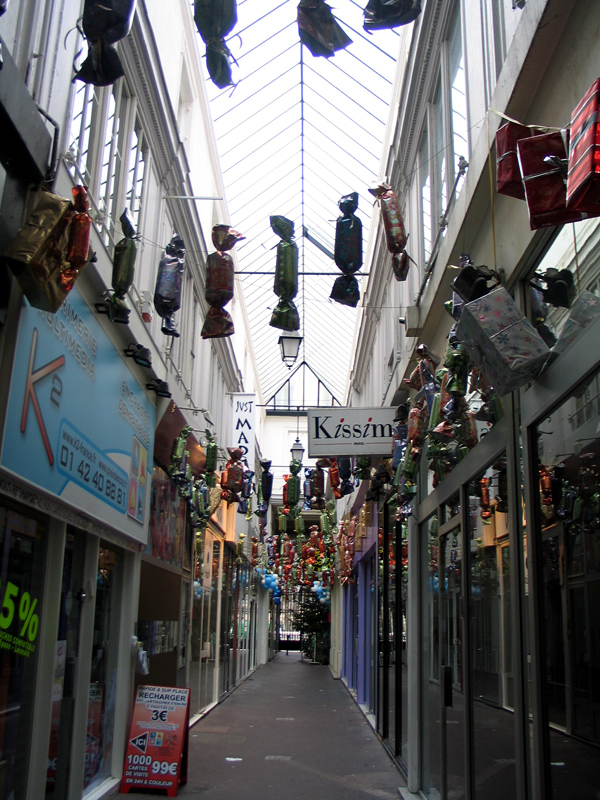
Le passage, un dimanche, quelque temps après les fêtes.
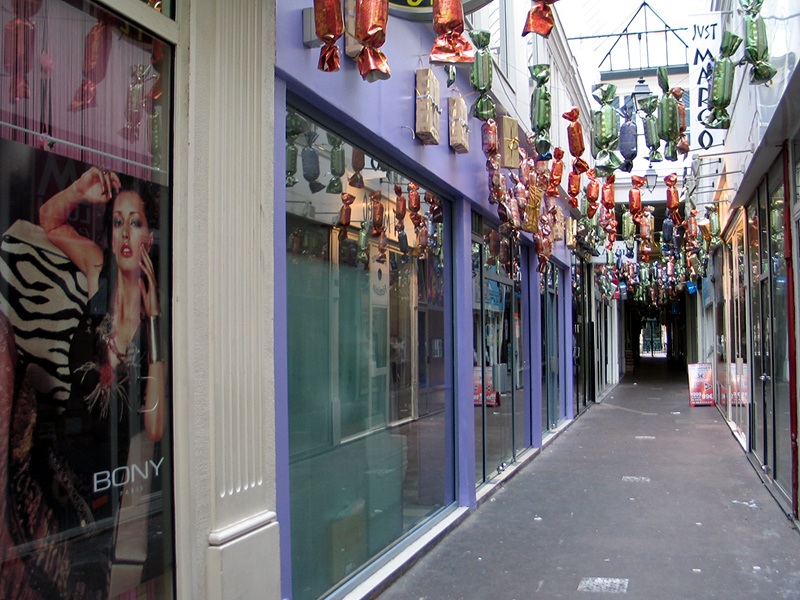

## Pour approfondir